# Cyprès de Lawson
Pour les articles homonymes, voir Lawson.
Chamaecyparis lawsoniana
Espèce
Classification phylogénétique
Statut de conservation UICN

 NT  : Quasi menacé
Le Cyprès de Lawson, Chamaecyparis lawsoniana, est un arbre du genre Chamaecyparis, de la famille des Cupressaceae, originaire de l'ouest de l'Amérique du Nord, largement cultivé comme arbre ou arbuste d'ornement.

## Habitat
Originaire de l'ouest de l'Amérique du Nord, l'arbre se retrouve sur une bande du littoral s'étendant de la Californie à l'Oregon. Le Cyprès de Lawson fut introduit en Europe en 1854 par Charles Lawson avec des graines importées d'Oregon. Mêlé avec des Sapins de Vancouver et des Sapins de Douglas, on le trouve à des altitudes inférieures à 1 400 mètres.
L'arbre apprécie les zones humides et pousse difficilement sur des sols secs.

## Description
Les jeunes arbres grandissent lentement et préfèrent un ensoleillement moyen tandis que les vieux spécimens recherchent plus de lumière. L'arbre est moyennement sensible au gel. Il donne des fruits tous les deux ans à partir de sa vingtième année environ. L'arbre peut atteindre un âge compris entre 300 et 400 ans, et dans son aire naturelle près de 60 m de haut.
En Europe, l'arbre culmine de 30 à 40 mètres. Les écailles portent sur la face interne un petit dessin blanc. Les fleurs mâles sont rougeâtres alors que les strobiles femelles sont d'un vert bleuté.
Les cônes font de 7 à 8 mm de diamètre et mûrissent en automne de la première année. Ils se composent de 8 écailles abritant chacune deux ou quatre semences plates.
On le distingue du thuya par sa cime penchée.